# 李國興
李國興（英語： Li Kuo Hsing，1959年11月—），美亞娛樂資訊集團有限公司之創辦人、主席兼主要股東，香港電影出品人，香港娛樂業傑出領袖之一。李國興先生具有逾二十多年家庭影視及媒體娛樂行業經驗，並負責制定美亞娛樂資訊集團有限公司企業策略及發展事宜，李先生於二零一八年起已獲委任為中國人民政治協商會議第十三屆全國委員會委員。彼亦從一九九八年開始出任香港電影製片家協會有限公司副主席。現兼為福建省晉江市政協委員。

## 生平
李國興於1959年在福建省晉江縣鄉村出生，父親為幹部，文革時經歷被批鬥。出生在農村的李國興，是個天生的投機主義者，自言幾歲起已開始營商，放學後就去經營「貿易」——當小販，曾推著水果到街上叫賣。1978年，10多歲的李國興隨家人到香港，幫做錄影帶生意的叔叔推銷錄影帶。李國興在1984年正式成立美亞娛樂公司，發行影帶。之後美亞娛樂資訊集團有限公司開始涉獵電影製作，成立天下電影製作有限公司，1993年至今，美亞和天下電影製作公司己製作約100部電影，當中包括《算死草》、《高度戒備》、《百分百感覺2》、《猛龍》、《歲月神偷》。旗下藝人先後有梁詠琪、樊少皇、李曼筠(動漫Maggie)、冼色麗、譚俊彥。劉愷威和楊冪夫婦也曾是旗下藝人，但已於2013年初約滿。

## 公職
- 第十三屆港區全國政協委員文化藝術界 [8]
- 第一及第二屆立法會選舉委員會演藝界小組委員 [9] [10]
- 南區區議員委任議員 [11] [12]
- 香港電影製片家協會副主席[13]
- 福建省晉江市政協委員 [14]
- 香港福建社團聯會永遠名譽主席 [15]
- 香港廈門聯誼總會永遠名譽會長兼副理事長 [16]
- 香港晉江同鄉會永遠名譽會長 [17]
- 香港國民教育促進會副主席 [18]
- 海外商業聯誼會永遠名譽會
- 前中華全國青年聯會第九屆港區特邀委員 [19]

## 争议
李國興疑似有紅色背景，其位於將軍澳美亞娛樂資訊集團有限公司在佔領中環運動其間發生圍堵壹傳媒事件，位處壹傳媒大樓附近的美亞娛樂資訊集團有限公司被指為圍堵人士提供協助，包括提供旅遊車泊位和廁所，令美亞娛樂資訊集團有限公司成為反壹傳媒基地。    

## 政治參與
2020年5月尾，他曾經參與支持香港國家安全法的聯署（不過有關聯署其後被指造假，張寶華、蔣志光、徐熙媛、李巧靈矢口否認參與有關聯署，陳汝騫於2019年與世長辭）。

## 外部連結
- 李國興主席－美亞娛樂資訊集團有限公司 （页面存档备份，存于）
- 李國興先生 | 電影學院 （页面存档备份，存于）
- 李國興在香港影庫上的簡介
- 李國興在互联网电影资料库（IMDb）上的資料（英文）
- 在AllMovie上李國興的頁面（英文）
- 李國興在时光网上的簡介（简体中文）